# Municipio de Bayliss
El municipio de Bayliss (en inglés: Bayliss Township) es un municipio ubicado en el condado de Pope en el estado estadounidense de Arkansas. En el año 2010 tenía una población de 824 habitantes y una densidad poblacional de 11,01 personas por km².

## Geografía
El municipio de Bayliss se encuentra ubicado en las coordenadas 35°23′58″N 93°14′8″O / 35.39944, -93.23556. Según la Oficina del Censo de los Estados Unidos, el municipio tiene una superficie total de 74.84 km², de la cual 74,72 km² corresponden a tierra firme y (0,17 %) 0,12 km² es agua.

## Demografía
Según el censo de 2010, había 824 personas residiendo en el municipio de Bayliss. La densidad de población era de 11,01 hab./km². De los 824 habitantes, el municipio de Bayliss estaba compuesto por el 96,97 % blancos, el 0,36 % eran amerindios, el 0,49 % eran asiáticos y el 2,18 % eran de una mezcla de razas. Del total de la población el 0,61 % eran hispanos o latinos de cualquier raza.